# Rymdskeppet Enterprise

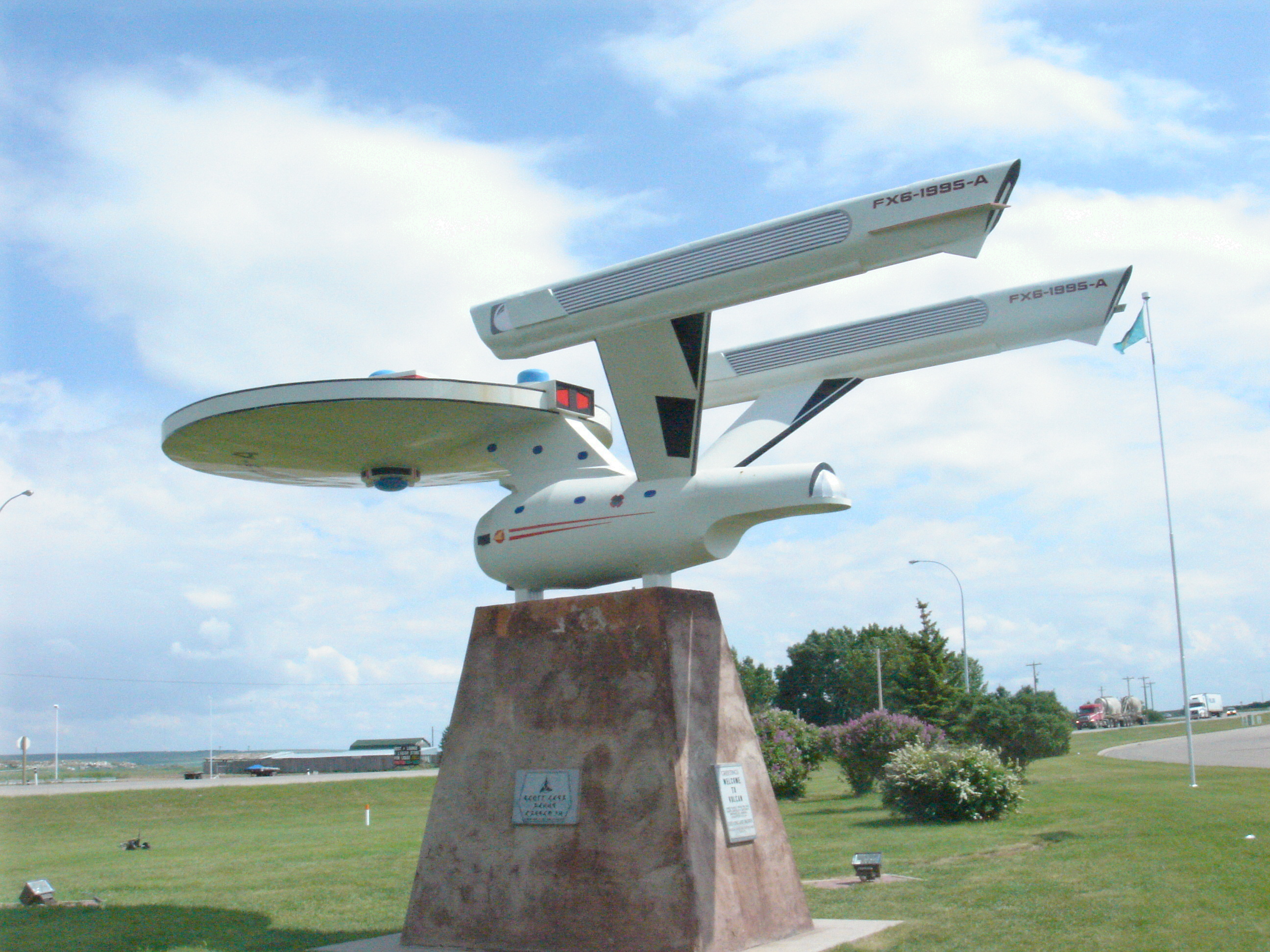
Replik av Enterprise vid Vulcan i Alberta, Kanada

Enterprise eller USS Enterprise (även kallat för "Starship Enterprise") är namnet på flera fiktiva rymdfarkoster, av vilka vissa är fokus för flera tv-serier och filmer i Star Trek-universumet, skapat av Gene Roddenberry. Majoriteten av rymdskeppen har registreringsnumret "NCC-1701" som en del av deras register, samt med en bokstav på senare varianter i serien för att skilja dem åt.
Rymdskeppen drivs med det fiktiva mineralet dilitium.

## Framträdanden

### Före Federationen
Två skepp fanns innan United Federation of Planets.

#### USSEnterprise(XCV 330)
USS Enterprise (XCV 330) är ett rymdskepp i klassen Declaration. Teckningar av detta skepp är synliga i bakgrundsbilder i Star Trek: The Motion Picture och Star Trek: Enterprise. Enligt Star Treks kronologi är skeppet det första som nådde warp 2. Skeppet användes under perioden strax före federationens födelse.
- Registreringsnummer: USS Enterprise (XCV 330)
- Klass: Declaration
- Tjänst: 2130-talet
- Kapten: Okänd

#### Enterprise(NX-01)
USS Enterprise NX-01 är namnet på det NX-klass-rymdskepp där huvuddelen av handlingen i TV-serien Star Trek: Enterprise utspelar sig. Skeppet är aktivt åren strax före federationens bildande.
- Registreringsnummer: Enterprise (NX-01)
- Klass: NX
- Tjänst: 2151 – 2161
- Kapten: Jonathan Archer

### The Original Series-eran
Tre skepp med namnet USS Enterprise förekommer i Star Trek-tv-serien samt mellan den första Star Trek-filmen, Star Trek: The Motion Picture, och den sjätte Star Trek-filmen, Star Trek VI - The Undiscovered Country.

#### USSEnterprise(NCC-1701)
USS Enterprise (NCC-1701) är ett rymdskepp av Constitutiontyp i Star Trek-universumet. Federationens Stjärnflottas första Enterprise är huvudskeppet i Kirks historiska femårsuppdrag som visas i originalserien Star Trek och i Star Trek: The Animated Series (2265–2270). Två och ett halvt år senare, dyker det nyligen upprustade Enterprise upp i Star Trek: The Motion Picture, och igen i Star Trek II Khans vrede, innan den förstörs i Star Trek III: The Search for Spock.
- Registreringsnummer: USS Enterprise (NCC-1701)
- Klass: Constitution
- Tjänst: 2245 – 2285, upprustat 2271
- Kapten: Robert April, Christopher Pike, James T. Kirk, Willard Decker, Spock

#### USSEnterprise(NCC-1701-A)
USS Enterprise (NCC-1701-A), också kallad Enterprise-A, är det andra rymdskeppet med benämningen NCC-1701 och är av Constitution-typ. Skeppet dyker för första gången upp Star Trek IV - Resan hem, och är huvudskeppet i Star Trek V - Den yttersta gränsen och Star Trek VI - The Undiscovered Country. Skeppet tas ur tjänst i slutet av The Undiscovered Country.'
- Registreringsnummer: USS Enterprise (NCC-1701-A)
- Klass: Constitution
- Tjänst: 2286 – 2293
- Kapten: James T. Kirk, Spock

#### USSEnterprise(NCC-1701-B)
USS Enterprise (NCC-1701-B) (också kallad Enterprise-B) är det tredje rymdskeppet med benämningen NCC-1701. Skeppet sattes i tjänst i början av  Star Trek Generations och är av Excelsior-typ. James T. Kirk försvinner under dess jungfruresa. Enligt Star Trek-novellerna, blir Demora Sulu kapten efter Harriman.
- Registreringsnummer: USS Enterprise (NCC-1701-B)
- Klass: Excelsior (uppgraderad) [1]
- Tjänst: 2293 – 2320-talet
- Kapten: John Harriman

### The Next Generation-eran
Tre skepp med namnet Enterprise kan ses i Star Trek: The Next Generation och de fyra The Next Generation-era-filmerna.

#### USSEnterprise(NCC-1701-C)
USS Enterprise (NCC-1701-C) (också kallad Enterprise-C) är det fjärde rymdskeppet med benämningen NCC-1701 och är av Ambassador-typ. Det ses endast i Star Trek: The Next Generation-avsnittet Yesterday's Enterprise, där det är i fokus. Enligt The Next Generation-avsnittet Redemption, Part II, förintades skeppet i samband med ett försök att försvara Klingonutposten Narendra III från en Romulanattack. De överlevande, inkluderat en alternativ version av Tasha Yar, återvänder tillsammans med skeppet i avsnittet Yesterday's Enterprise till striden vid Narendra III. Enterprise och dess besättnings agerande var en avgörande faktor i formandet av alliansen mellan Federationen och Klingonimperiet.
- Registreringsnummer: USS Enterprise (NCC-1701-C)
- Klass: Ambassador
- Tjänst: 2332[2] – 2344
- Kapten: Rachel Garrett

#### USSEnterprise(NCC-1701-D)
USS Enterprise (NCC-1701-D) är namnet på det Galaxy-klass-rymdskepp där huvuddelen av handlingen i TV-serien Star Trek: The Next Generation utspelar sig. Rymdskeppet var federationens flaggskepp under de åtta år som det var i bruk. Skeppet förstörs i Star Trek Generations. I den alternativa framtiden sedd i seriens finalavsnitt All Good Things..., är Enterprise intakt och upprustat år 2395. Upprustningen inkluderade en tredje warpgondol, nya vapen, och ett cloaking device.
Det är ett i mängden av rymdskepp som bär namnet Enterprise. Kommendör för USS Enterprise (NCC-1701-D) var Jean-Luc Picard.
- Registreringsnummer: USS Enterprise (NCC-1701-D)
- Klass:Galaxy
- Tjänst: 2363 – 2371
- Kapten:Jean-Luc Picard, William Riker, Edward Jellico

#### USSEnterprise(NCC-1701-E)
USS Enterprise (NCC-1701-E) (också kallad Enterprise-E) är det sjätte rymdskeppet med benämningen NCC-1701. Det är huvudskeppet i filmerna: Star Trek: First Contact, Star Trek: Insurrection, och Star Trek Nemesis och är av Sovereign-typ. Det leds under kommando av Jean-Luc Picard som också har varit kommendör på USS Enterprise (NCC-1701-D).
- Registreringsnummer: USS Enterprise (NCC-1701-E)
- Klass: Sovereign
- Tjänst: 2372 – aktiv sedan 2380
- Kapten: Jean-Luc Picard

### Alternativa tidslinjer

#### USSEnterprise(NCC-1701-J)
| Färdigställd  | Möjligen 2500    |
| Kommendör     | Okänd            |
| Längd         | 900–1000 m       |
| Höjd          |                  |
| Bredd         |                  |
| Vikt          |                  |
| Däck          |                  |
| Besättning    |                  |
| Skyttlar      |                  |
| Max hastighet | Möjligen Warp 10 |

USS Enterprise (NCC-1701-J) (också kallad Enterprise-J) är ett framtida rymdskepp med benämningen NCC-1701. Det ses i Star Trek: Enterprise-avsnittet Azati Prime och är av okänd typ. USS Enterprise-J byggs troligen runt år 2500.